# (3033) Holbaek
(3033) Holbaek est un astéroïde de la ceinture principale.

## Description
(3033) Holbaek est un astéroïde de la ceinture principale. Il fut découvert le 5 mars 1984 à Brorfelde par Karl A. Augustesen, Hans Jørn Fogh Olsen et Poul Jensen. Il présente une orbite caractérisée par un demi-grand axe de 2,24 UA, une excentricité de 0,09 et une inclinaison de 4,7° par rapport à l'écliptique.

## Compléments